# Viaggio su carrozza letto

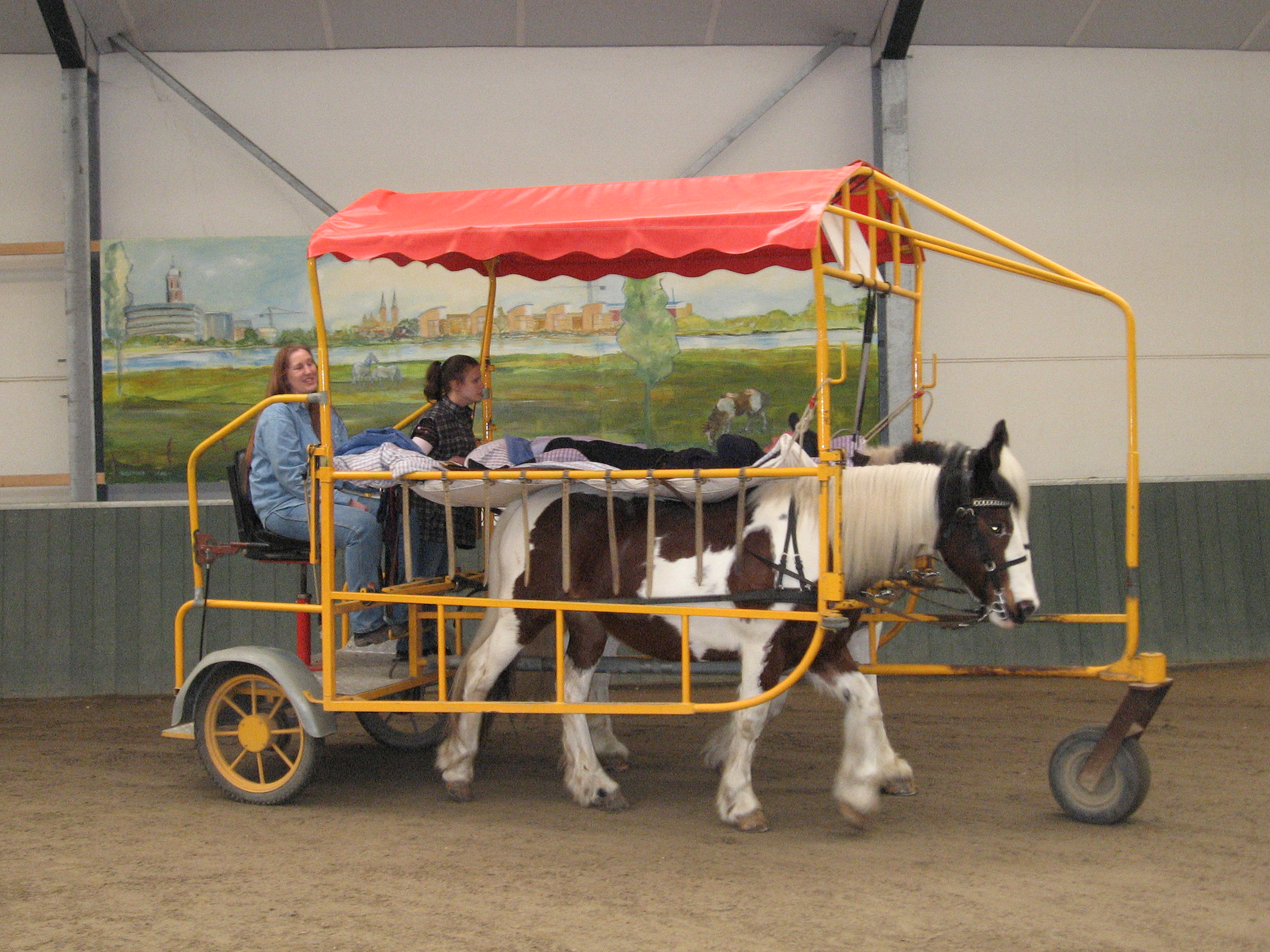
Carrozza a tre ruote

HBR (Horse Bed Riding) è una forma speciale di ippoterapia. È una pratica eseguita con una carrozza molto particolare costruita per trasportare un'amaca di tela. Consente a bambini o adulti con disabilità multiple di poter muovere il corpo (in modo passivo) e quindi può aiutare ad alleviare disturbi come stitichezza e spasmi.
La carrozza è una struttura intorno a due cavalli, con una tela stesa sul dorso dei cavalli. La tela è regolata in base al tipo di massaggio necessario. L'utente viene adagiato sulla tela nella cavità tra le schiene dei cavalli, spesso in posizione supina, ma questa dipende dal tipo di massaggio da effettuare. Con il passo dei cavalli viene effettuato un massaggio rilassante sull'utente. Il ritmo del passo dei cavalli, il loro calore e l'atmosfera aumentano l'effetto rilassante.
Il massaggio ottenuto dai cavalli è adatto alle persone che non svolgono sufficiente attività fisica a causa di un handicap ma può essere utilizzato da chiunque. Durante la sessione possono essere stimolate per esempio la circolazione sanguigna, la respirazione e la motilità intestinale. Per persone che non possono muoversi in autonomia questo può portare effetti benefici. Persone spastiche possono vivere un raro momento di relax.
Disturbi quali stitichezza, crisi epilettiche e ostruzione polmonare (ad esempio nel caso di fibrosi cistica) possono essere alleviati. È stato anche dimostrato che il massaggio può avere un effetto stimolante sui pazienti in coma. 

Questa pratica è sviluppata da Johan Roelofsen in Olanda, precisamente a Bennekom. Nel 1986 si è fondato il "Manege zonder Drempels" (la "Scuola di equitazione senza soglie") su iniziativa di Johan Roelofsen (1933–2011) in Wageningen, il primo centro in Olanda per offrire il Horse Bed Riding.

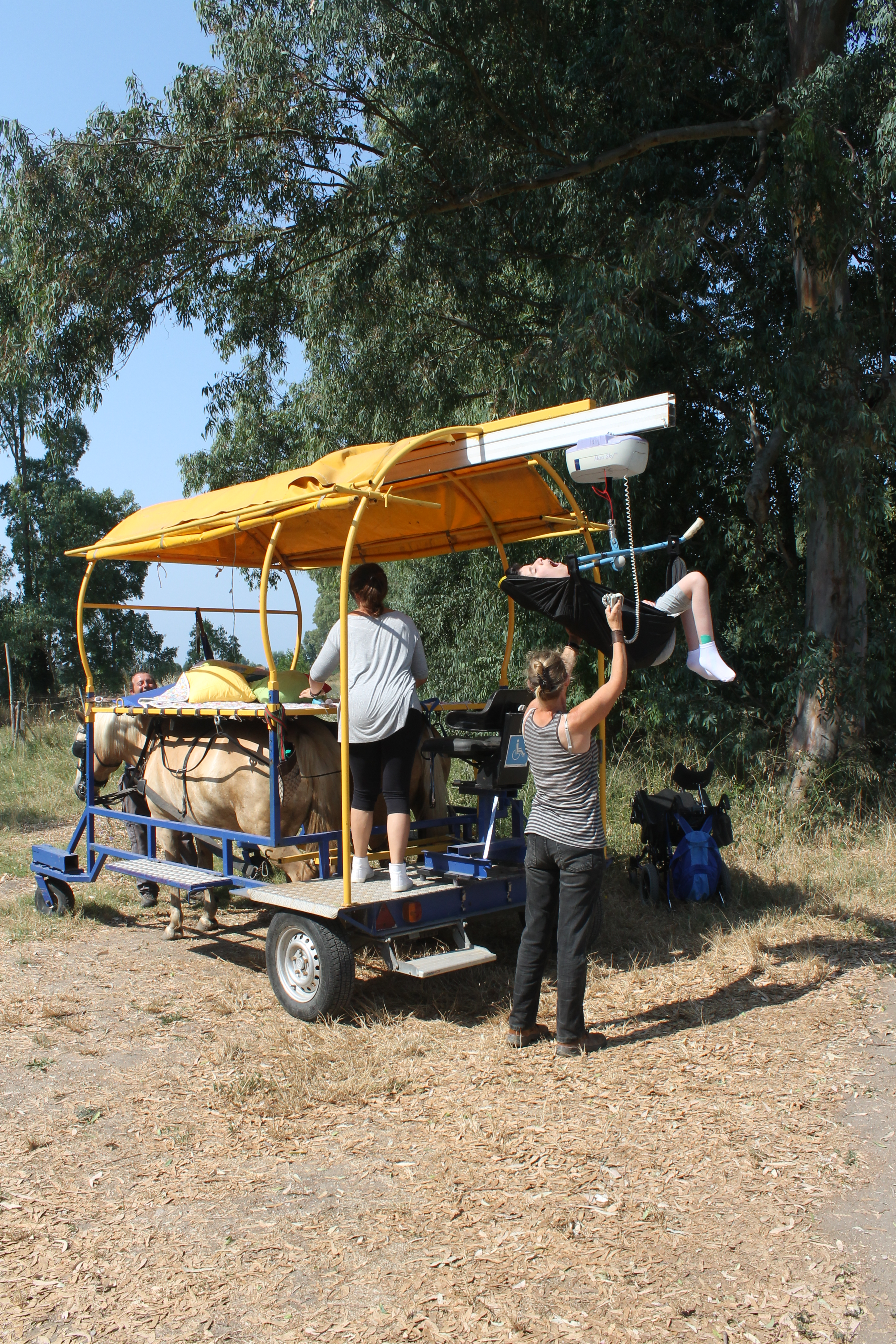
Utilizzo ascensore ospedaliero

Nel 2024 sono circa venti le sedi in Olanda che offrono questa pratica su carrozza trainata da cavalli e la formazione per gli operatori viene impartita presso il Cursuscentrum Dieropleidingen Barneveld nella vicina Barneveld. In Olanda è una pratica riconosciuta dal servizio sanitario nazionale. 

## I cavalli
I cavalli utilizzati principalmente sono di razza Gypsy Vanner, Fjord e Haflinger, queste razze si prestano particolarmente per quest'attività per le loro caratteristiche fisiche e il loro temperamento. L'addestramento di un team di cavalli richiede solitamente un anno.

## La carrozza
Esistono generalmente tre tipi di carri:
- Il tipo "standard" a tre ruote con una ruota girevole nella parte anteriore e un assale nella parte posteriore, sopra il quale si trova il telaio del conducente.
- Il tipo a quattro ruote con due ruote girevoli nella parte anteriore e un assale nella parte posteriore, sopra il quale si trova il telaio del conducente
- Il tipo a tre ruote bilanciate, con due ruote al centro dei cavalli e una ruota girevole nella parte posteriore, dietro il telaio del conducente.

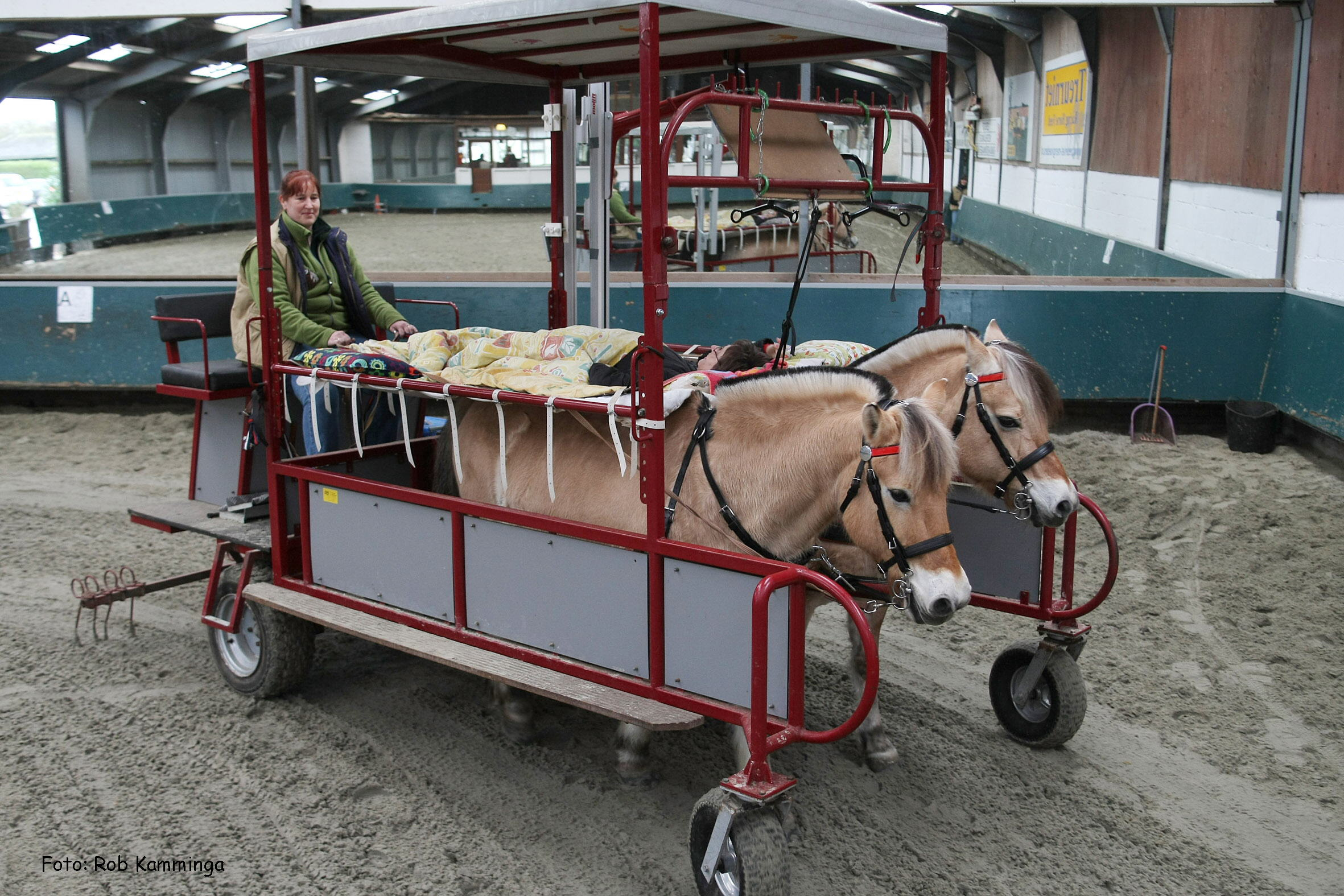
Carrozza a quattro ruote

La carrozza a quattro o quella a tre ruote può essere equipaggiata con un ascensorino di tipo ospedaliero per il sollevamento del paziente sull'amaca. Alcune carrozze sono dotate di una sbarra imbottita contro cui i cavalli possono spingersi, in modo da non aver bisogno di imbracatura e corde e poterli mettere e togliere più rapidamente. 
La struttura dove viene fissata l'amaca è regolabile in base all'altezza dei cavalli. 
Il tuning dell'amaca e l'intensità del massaggio dai cavalli all'utente sono regolati da una serie di cinghie che si trovano ai lati della carrozza. 
A seconda del paziente, potrebbero essere necessarie ulteriori misure (mediche). 